# Algorithme de Josephy-Newton
L'algorithme de Josephy-Newton est une méthode de linéarisation pour résoudre une inclusion fonctionnelle, c'est-à-dire un problème de la forme
où {\displaystyle F:\mathbb {E} \to \mathbb {F} } est une fonction différentiable entre les deux espaces vectoriels {\displaystyle \mathbb {E} } et {\displaystyle \mathbb {F} } et {\displaystyle N:\mathbb {E} \multimap \mathbb {F} } est une multifonction entre les mêmes espaces. Ce problème signifie que l'on cherche {\displaystyle x\in \mathbb {E} } tel que l'ensemble {\displaystyle F(x)+N(x)} contienne l'élément nul de {\displaystyle \mathbb {F} } ou encore tel que l'ensemble {\displaystyle N(x)} contienne {\displaystyle -F(x)}. Ce formalisme est suffisamment général pour englober les problèmes variationnels, les problèmes d'inéquations variationnelles, les problèmes de complémentarité non linéaires et les conditions d'optimalité du premier ordre des problèmes d'optimisation.
L'algorithme de Josephy-Newton consiste à générer une suite {\displaystyle \{x_{k}\}\subset \mathbb {E} }, où le nouvel itéré {\displaystyle x_{k+1}} est calculé à partir de l'itéré courant {\displaystyle x_{k}} en résolvant (si possible) l'inclusion partiellement linéarisée
On retrouve l'algorithme de Newton si {\displaystyle N\equiv \{0\}}. Le fait de maintenir {\displaystyle N} inchangé dans cette inclusion linéarisée, qui calcule le nouvel itéré, permet d'avoir les mêmes résultats de convergence superlinéaire ou quadratique qu'avec la méthode de Newton résolvant un système non linéaire, sous des hypothèses de lissité et de régularité similaires. Cependant, contrairement à l'algorithme de Newton, il ne suffit pas de résoudre un système linéaire à chaque itération pour calculer le nouvel itéré {\displaystyle x_{k+1}}, car le système ci-dessus permettant de calculer celui-ci est une inclusion non linéaire, qui pourra demander beaucoup de temps de calcul.

## L'algorithme de Josephy-Newton

### Cas général
Comme spécifié dans l'introduction, l'algorithme de Josephy-Newton de résolution de {\displaystyle (P_{IF})} consiste à générer une suite {\displaystyle \{x_{k}\}\subset \mathbb {E} }, où le nouvel itéré {\displaystyle x_{k+1}} est calculé à partir de l'itéré courant {\displaystyle x_{k}} en résolvant (si possible) l'inclusion partiellement linéarisée
où {\displaystyle M_{k}:\mathbb {E} \to \mathbb {F} } est un opérateur linéaire valant {\displaystyle F'(x_{k})} ou une approximation de cette dérivée (on pense ici surtout à des approximations quasi-newtoniennes). On ne « linéarise » donc que le premier terme qui est supposé différentiable ; le second est laissé inchangé. Sans hypothèse particulière, il se peut que l'inclusion fonctionnelle linéarisée (JN) n'ait pas de solution, auquel cas l'algorithme ne peut pas calculer l'itéré suivant {\displaystyle x_{k+1}} et doit s'arrêter. Par ailleurs, si la multifonction {\displaystyle N} est complexe, l'itération pourra requérir beaucoup de temps de calcul (elle est toutefois plus simple que le problème initial), mais la convergence locale rapide peut laisser espérer qu'une solution sera trouvée en très peu d'itérations. Il se peut aussi que l'on ne connaisse pas de méthode pour résoudre (JN), auquel cas il faudra se tourner vers d'autres algorithmes de résolution.
Ce schéma algorithmique prenant en compte un grand nombre de situations a été introduit par Josephy en 1979.
Examinons à présent quelques cas particuliers.

### Exemples

#### Problème de complémentarité
Si {\displaystyle F:\mathbb {E} \to \mathbb {E} } et si la multifonction {\displaystyle N} est le cône normal {\displaystyle \operatorname {N} _{K}} à un cône convexe fermé non vide {\displaystyle K\subset \mathbb {E} }, le problème d'inclusion fonctionnelle {\displaystyle F(x)+\operatorname {N} _{K}(x)\ni 0} s'écrit comme le problème de complémentarité non linéaire
Alors le schéma de Josephy-Newton {\displaystyle F(x_{k})+M_{k}(x_{k+1}-x_{k})+\operatorname {N} _{K}(x_{k+1})\ni 0} s'écrit comme le problème de complémentarité linéaire
dans lequel on s'est contenté de linéariser {\displaystyle F} en {\displaystyle x_{k}}.

#### Conditions d'optimalité d'un problème d'optimisation
Lorsque l'algorithme de Josephy-Newton est appliqué aux conditions d'optimalité d'un problème d'optimisation avec contraintes d'égalité et d'inégalité, on retrouve l'optimisation quadratique successive.

#### Système d'égalités et d'inégalités
Un système d'égalités {\displaystyle F_{E}(x)=0} et d'inégalités {\displaystyle F_{I}(x)\leqslant 0}, avec les ensembles d'indices {\displaystyle E} et {\displaystyle I} formant une partition de {\displaystyle [1:m]}, peut s'écrire comme une inclusion fonctionnelle
en prenant comme multifonction {\displaystyle N:\mathbb {E} \multimap \mathbb {R} ^{m}}, la multifonction constante {\displaystyle N(\cdot )\equiv \mathbb {R} ^{m_{E}}\times \mathbb {R} _{+}^{m_{I}}}, où {\displaystyle m_{E}:=|E|} et {\displaystyle m_{I}:=|I|}. L'algorithme de Josephy-Newton consiste dans ce cas à résoudre à l'itération {\displaystyle k} le système d'équations linéarisées en {\displaystyle x} suivant
Celui-ci peut ne pas avoir de solution, même lorsque {\displaystyle x_{k}} est proche d'un point {\displaystyle x} vérifiant les égalités {\displaystyle F_{E}(x)=0} et les inégalités {\displaystyle F_{I}(x)\leqslant 0}, auquel cas l'algorithme doit s'interrompre.

## Convergence
Les résultats de cette section sont repris de (Bonnans 1994).

### Comportement asymptotique
La notion de semistabilité permet d'avoir des conditions suffisantes de convergence superlinéaire et quadratique d'une suite générée par l'algorithme de Josephy-Newton.
Conditions suffisantes de convergence superlinéaire
et quadratique — Supposons que {\displaystyle F} soit {\displaystyle C^{1}} dans le voisinage d'une solution semistable {\displaystyle x_{*}} de {\displaystyle (P_{IF})} et que la suite {\displaystyle \{x_{k}\}} vérifie la récurrence (JN) de l'algorithme de Josephy-Newton et converge vers {\displaystyle x_{*}}.
1. Si {\displaystyle (M_{k}-F'(x_{*}))(x_{k+1}-x_{k})=o(\|x_{k+1}-x_{k}\|)}, alors la convergence de {\displaystyle \{x_{k}\}} est superlinéaire.
2. Si {\displaystyle (M_{k}-F'(x_{*}))(x_{k+1}-x_{k})=O(\|x_{k+1}-x_{k}\|^{2})} et si {\displaystyle F} est {\displaystyle C^{1,1}} dans un voisinage de {\displaystyle x_{*}}, alors la convergence de {\displaystyle \{x_{k}\}} est quadratique.

Corollaire — Supposons que {\displaystyle F} soit {\displaystyle C^{1}} dans le voisinage d'une solution semistable {\displaystyle x_{*}} de {\displaystyle (P_{IF})} et que la suite {\displaystyle \{x_{k}\}} vérifie la récurrence (JN) et converge vers {\displaystyle x_{*}}.
1. Si {\displaystyle M_{k}\to F'(x_{*})}, alors la convergence de {\displaystyle \{x_{k}\}} est superlinéaire.
2. Si {\displaystyle M_{k}-F'(x_{*})=O(\|x_{k}-x_{*}\|)} et si {\displaystyle F} est {\displaystyle C^{1,1}} dans un voisinage de {\displaystyle x_{*}}, alors la convergence de {\displaystyle \{x_{k}\}} est quadratique.

### Convergence locale
La semi-stabilité n'assure en rien l'existence d'une solution de l'équation linéarisée et donc d'un nouvel itéré de l'algorithme de Josephy-Newton, même si cet itéré est proche d'une solution. C'est la raison d'être de la propriété d'hémistabilité. En réalité, comme le montre le résultat suivant, c'est à la fois la semistabilité et l'hémistabilité d'une solution de {\displaystyle (P_{IF})} qui assurent le caractère bien posé de l'algorithme de Josephy-Newton démarrant proche de cette solution et la convergence de la suite générée vers celle-ci.
Convergence locale de l'algorithme de Josephy-Newton — Supposons que {\displaystyle F} soit {\displaystyle C^{1}} dans le voisinage d'une solution semistable et hémistable {\displaystyle x_{*}} de {\displaystyle (P_{IF})} et que {\displaystyle M_{k}=F'(x_{k})} dans l'algorithme de Josephy-Newton (JN). Alors, il existe {\displaystyle \varepsilon >0}, tel que si le premier itéré {\displaystyle x_{1}\in B(x_{*},\varepsilon )}, alors
1. l'algorithme de Josephy-Newton peut générer une suite {\displaystyle \{x_{k}\}} dans {\displaystyle B(x_{*},\varepsilon )},
2. toute suite {\displaystyle \{x_{k}\}} générée dans {\displaystyle B(x_{*},\varepsilon )} par l'algorithme de Josephy-Newton converge superlinéairement vers {\displaystyle x_{*}} (et quadratiquement si {\displaystyle F} est {\displaystyle C^{1,1}}).

L'algorithme de Josephy-Newton peut donc générer une suite convergeant vers {\displaystyle x_{*}} si le premier itéré est assez proche d'une solution semistable et hémistable {\displaystyle x_{*}}, mais rien ne dit qu'il en sera ainsi si la solution de l'inclusion linéarisée n'est pas choisie assez proche de {\displaystyle x_{*}} à chaque itération.

### Note
1. ↑  Voir (Josephy 1979a) pour la version newtonienne et (Josephy 1979b) pour la version quasi-newtonienne.